# Régiment de Toustain cavalerie
Das Régiment de Toustain cavalerie war ein Regiment schwere Kavallerie im Königreich Frankreich. Aufgestellt aus Anlass des Devolutionskrieges, wurde es mit dem zunehmenden Nachlassen der französischen Beteiligung am Siebenjährigen Krieg wieder aufgelöst.

## Aufstellung und Namensänderungen
- 7. Dezember 1665: Aufstellung als Régiment de Montauban cavalerie
- 1670: Umbenennung in Régiment de Beringhen cavalerie
- 1676: Umbenennung in Régiment de Livry cavalerie
- 22. Februar 1689: Umbenennung in Régiment de Clermont cavalerie
- 1702: Umbenennung in Régiment de Bartillat cavalerie
- 1706: Umbenennung in Régiment de Lenoncourt cavalerie
- 1735: Umbenennung in Régiment d’Heudicourt cavalerie
- 1748: Umbenennung in Régiment de Lenoncourt cavalerie
- 1758: Umbenennung in Régiment de Toustain cavalerie
- 1761: Auflösung und Eingliederung in das Régiment Royal-Lorraine cavalerie

## Ausstattung

### Standarte
Das Regiment führte vier Standarten von grüner Seide. Auf der Vorderseite war die königliche Sonne abgebildet, eingefasst mit Verzierungen, beides in Goldstickerei. Darüber das Band mit der Devise von König Ludwig XIV.: NEC PLURIBUS IMPAR.
Auf der Rückseite befand sich (zumindest zeitweise) das Wappen der Grafen von Heudicourt mit deren Wahlspruch Si fractus illabitur orbis. Stickereien und Fransen waren in Gold ausgeführt.

### Uniformen

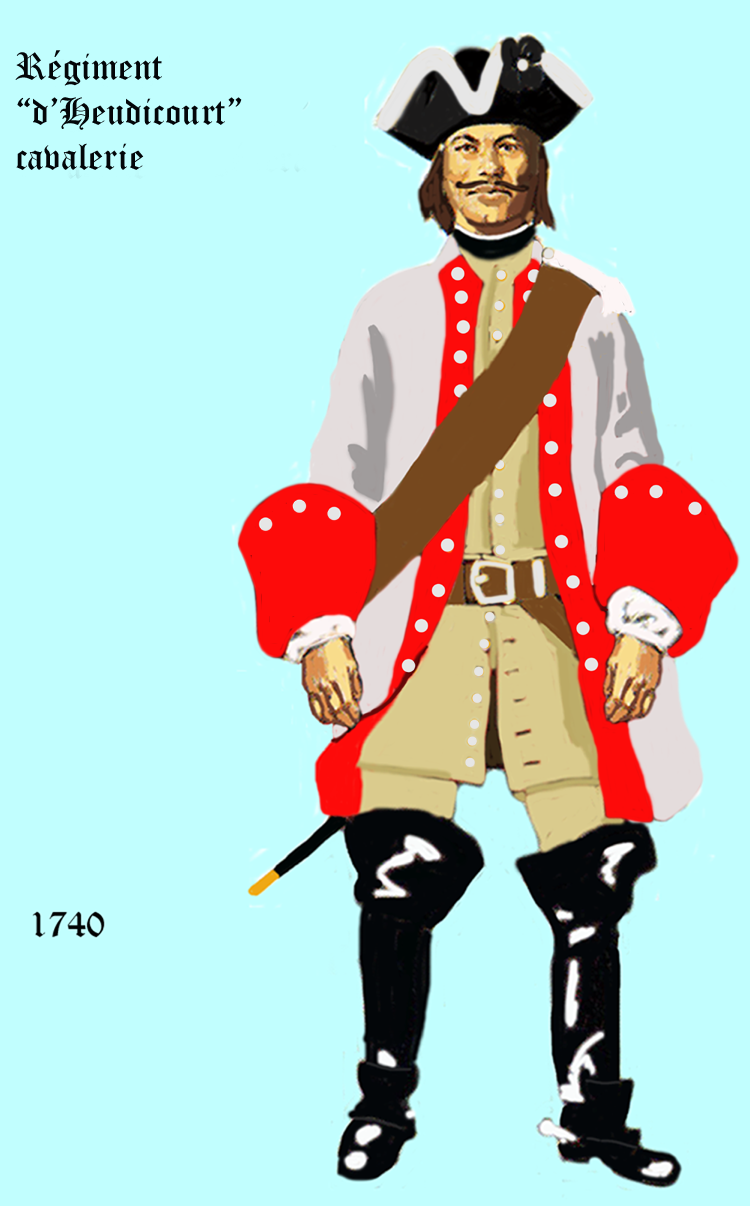
1740 bis 1757
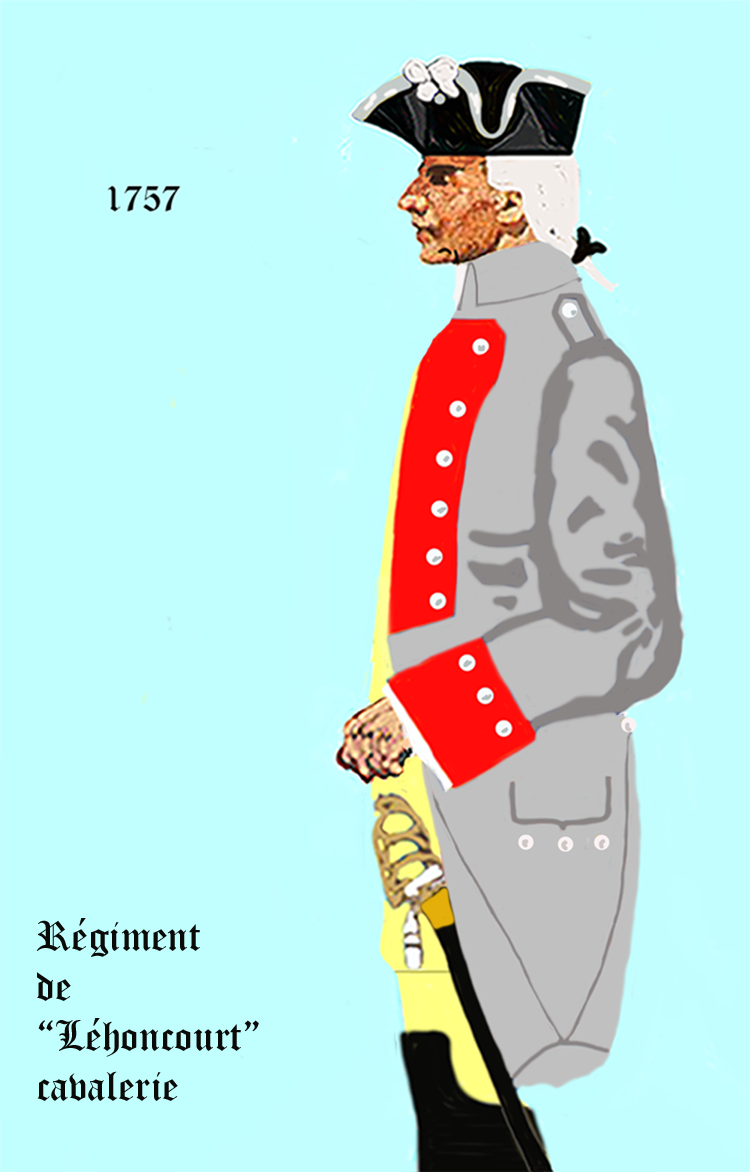
1757 bis 1761

### Mestres de camp-lieutenants, Colonels-lieutenants und Colonels
Mestre de camp war von 1569 bis 1790 die Rangbezeichnung für den Regimentsinhaber und/oder den tatsächlichen Kommandanten eines Kavallerieregiments. Sollte es sich bei dem Mestre de camp um eine Person des Hochadels handeln, die an der Führung des Regiments kein Interesse hatte (wie z. B. der König oder die Königin), so wurde das Kommando dem „Mestre de camp-lieutenant“ (oder „Mestre de camp en second“) überlassen.
- 7. Dezember 1665: René de La Tour du Pin, comte de Montauban
- 1670: Chevalier de Beringhen
- 1676: Comte de Livry
- 22. Februar 1689: Georges Henri de Clermont d’Amboise, marquis de Clermont Saint-Aignan
- 1702: Comte de Bartillat
- 1706: Marquis de Lenoncourt
- 1735: Comte d’Heudicourt
- 1748: Marquis de Lenoncourt
- 1758: Marquis de Toustain de Viray

## Heimatgarnison
- Saarlouis

### Kriege, an denen das Regiment teilgenommen hat
- Devolutionskrieg
- Holländischer Krieg
- Reunionskrieg
- Pfälzischer Erbfolgekrieg
- Spanischer Erbfolgekrieg
- Polnischer Thronfolgekrieg
- Österreichischer Erbfolgekrieg
- Siebenjähriger Krieg

Gefecht bei Rhadern